# SC Brühl St. Gallen
SC Brühl St. Gallen – szwajcarski klub piłkarski z siedzibą w St. Gallen. Obecnie gra w 1. Liga Promotion. Swoje mecze rozgrywa na Paul-Grüninger-Stadion. W sezonie 1914/1915 klub zdobył mistrzostwo Szwajcarii.